# USS Phelps (DD-360)
L'USS Phelps (DD-360) est un destroyer de classe Porter en service dans l'US Navy pendant la Seconde Guerre mondiale. Il fut baptisé sous le nom de Thomas Phelps (en), un Rear Admiral de l'US Navy en 1884.

## Entre-deux-guerres
Sa quille est posée le 2 janvier 1934 par la société Bethlehem Shipbuilding Corporation au chantier naval Fore River à Quincy, dans le Massachusetts. Il est lancé le 18 juillet 1935, parrainé par Richard A. Kearny ; et mis en service le 26 février 1936 sous le Commander Albert H. Rooks (en).
En novembre 1936, en compagnie du croiseur lourd Chester, il escorta le croiseur lourd Indianapolis transportant le président Franklin D. Roosevelt à Buenos Aires, en Argentine, pour l'ouverture de la Conférence inter-américaine de la paix de 1936. La croisière comprenait également des visites de bonne volonté à Montevideo, en Uruguay et à Rio de Janeiro, au Brésil.

## Entrée dans le second conflit mondial
Lors de l'attaque sur Pearl Harbor le 7 décembre 1941, le Phelps abat un avion ennemi. En février et mars 1942, il fait partie du groupe de destroyers de la Task Force 11 (comprenant le porte-avions USS Lexington), lors d'une attaque dans le golfe de Huon, au large de Lae, et d'une attaque sur Salamaua en Nouvelle-Guinée, le 10 mars 1942. Le 8 mai, pendant la bataille de la mer de Corail, le Phelps assiste l'USS Yorktown. Le destroyer sabordera de deux torpilles le Lexington sérieusement endommagé pour éviter qu'il ne tombe entre les mains ennemies,.

## Opérations dans le Pacifique sud-ouest
En juin 1942, il protège les porte-avions américains ayant porté un coup dur à la marine japonaise pendant la bataille de Midway. En août 1942, il assiste les forces envahissant Guadalcanal. Après une visite sur la côte ouest en octobre, le navire participe aux débarquements sur Attu (Alaska) en mai 1943. Après avoir bombardé Kiska, il appuie les débarquements à Butaritari en novembre 1943. Durant la campagne des îles Marshall en février 1944, le Phelps bombarde Kwajalein et Eniwetok. Le mois suivant, il surveille des pétroliers lors d'une frappe sur les Palaos et en juin, bombarde Saipan pour protéger les forces américaines ayant été débarquées le 15.

## Opérations dans l'Atlantique
Après les opérations à Saipan, le destroyer transite par le canal de Panama pour Charleston, en Caroline du Sud. Arrivant à destination le 2 août, son armement est modifié. Après l'achèvement des travaux, le Phelps appareille de Norfolk (Virginie) en novembre, et escorte un convoi jusqu'à Mers-el-Kebir, en Algérie. Après trois autres missions d'escorte de convois vers la Méditerranée en 1945, le destroyer rejoint New York le 10 juin.

## Fin de service
Le Phelps est retiré du service le 6 novembre 1945, et rayé du Naval Vessel Register le 28 janvier 1947. Il fut mis au rebut peu après par la société Northern Metals Co. de Philadelphie, en Pennsylvanie.

## Décorations
Le Phelps a reçu 12 Service star pour son service pendant la Seconde Guerre mondiale.